# فرانز برغماير
فرانز برغماير (بالألمانية: Franz Burgmeier)‏ هو لاعب كرة قدم ليختنشتاني في مركز الوسط، ولد في 7 أبريل 1982 في تريسين في ليختنشتاين. شارك مع منتخب ليختنشتاين لكرة القدم. أما مع النوادي، فقد لعب مع نادي آراو ونادي بازل ونادي ثون ونادي دارلنجتون ونادي فادوتس.

## وصلات خارجية
- فرانز برغماير على موقع الاتحاد الدولي (مؤرشف)  (الإنجليزية)
- فرانز برغماير على موقع الاتحاد الأوربي (الإنجليزية)
- فرانز برغماير على موقع قاعدة بيانات كرة القدم.إي يو (الإنجليزية)
- فرانز برغماير على موقع ناشيونال فوتبول تيمز (الإنجليزية)
- فرانز برغماير على موقع Soccerbase.com (لاعب) (الإنجليزية)
- فرانز برغماير على موقع Soccerway.com (الإنجليزية)
- فرانز برغماير على موقع عالم كرة القدم.نت (الإنجليزية)